# AKB48分身之術巡演／AKB104選拔成員組閣祭
AKB48分身之術巡演／AKB104選拔成員組閣祭（日語：AKB48 分身の術ツアー／AKB104選抜メンバー組閣祭り）是日本女子偶像組合AKB48在2009年8月11日至8月23日於大阪難波Hatch、名古屋Zepp Nagoya、福岡Zepp Fukuoka及東京日本武道館舉行的全國巡迴演唱會。
組閣祭的第3場公演於2009年10月31日於WOWOW獨家播放。

## 概要
- 在「神公演予定」演唱會中披露將於8月舉行全國巡迴演唱會[1]。
- 大島麻衣、SDN48會在組閣祭中表演[5][6]。
- 佐伯美香、成瀨理沙及SKE48高井月奈會在組閣祭第2場公演舉行畢業式[7][8][9][10][11][12]
- 松井珠理奈由於身體不適入院，只於組閣祭第1場公演中出演[13][14]。增田有華亦因為身體不適，只在第2場公演出演其中1首歌曲。而奧真奈美、倉持明日香、多田愛佳、小原春香、石田晴香、佐藤堇及今井悠理枝等7位成員因為感染甲型流感而未能於組閣祭出演[15][16][17][18]。

## 參加成員
團隊所屬以演出時為準

### AKB48分身之術巡演

#### 大阪
- AKB48
  - Team K
    - 秋元才加、梅田彩佳、大島優子、大堀惠、奧真奈美、小野惠令奈、河西智美、倉持明日香、小林香菜、佐藤夏希、近野莉菜、野呂佳代、增田有華、松原夏海、宮澤佐江

  - 研究生
    - 菊地彩香（菊地あやか）
- SKE48
  - Team S
    - 桑原瑞希（桑原みずき）、新海里奈、中西優香、高田志織、平田璃香子、松井珠理奈、松井玲奈、矢神久美

  - Team KII
    - 石田安奈、井口栞里、齊藤真木子、高柳明音、古川愛李、松本梨奈、向田茉夏、山田澪花

#### 名古屋
- AKB48
  - Team B
    - 浦野一美、多田愛佳、柏木由紀、片山陽加、指原莉乃、田名部生來、仲川遥香、中塚智實、仲谷明香、仁藤萌乃、小原春香、平嶋夏海、米澤瑠美、渡邊麻友

  - 研究生
    - 小森美果、內田真由美
- SKE48
  - Team S
    - 桑原瑞希、新海里奈、中西優香、高田志織、平田璃香子、松井珠理奈、松井玲奈、矢神久美

  - Team KII
    - 石田安奈、井口栞里、齊藤真木子、高柳明音、古川愛李、松本梨奈、向田茉夏、山田澪花

#### 福岡
- AKB48
  - Team A
    - 板野友美、北原里英、小嶋陽菜、佐藤亞美菜、佐藤由加理、篠田麻里子、高城亞樹、高橋南（高橋みなみ）、中田千智（中田ちさと）、藤江麗奈（藤江れいな）、前田敦子、宮崎美穗

  - 研究生
    - 佐藤堇（佐藤すみれ）、野中美鄉、松井咲子、岩佐美咲

### AKB104選拔成員組閣祭
- AKB48
  - Team A
    - 板野友美、北原里英、小嶋陽菜、佐藤亞美菜、佐藤由加理、篠田麻里子、高城亞樹、高橋南、中田千智、藤江麗奈、前田敦子、峯岸南（峯岸みなみ）、宮崎美穗

  - Team K
    - 秋元才加、梅田彩佳、大島優子、大堀惠、小野惠令奈、河西智美、小林香菜、佐藤夏希、近野莉菜、野呂佳代、增田有華、松原夏海、宮澤佐江

  - Team B
    - 浦野一美、柏木由紀、片山陽加、指原莉乃、田名部生來、仲川遙香、中塚智實、仲谷明香、仁藤萌乃、平嶋夏海、米澤瑠美、渡邊麻友

  - 研究生
    - 4～7期：大家志津香、內田真由美、野中美鄉、岩佐美咲、菊地彩香、小森美果、鈴木紫帆里、鈴木瑪利亞（鈴木まりや）、前田亞美、松井咲子
    - 8期：淺居円、石井彩夏、石部郁、、小水七海、坂本莉央、佐野友里子、冨手麻妙、、村中聰美
- SKE48
  - Team S
    - 大矢真那、小野晴香、桑原瑞希、新海里奈、高井月奈（高井つき奈）、高田志織、出口陽、中西優香、平松可奈子、平田璃香子、松井珠理奈、松井玲奈、松下唯、矢神久美、山下萌（山下もえ）、森紗雪
- SDN48（只參加第1場公演）
  - 穐田和惠、伊藤花菜、今吉惠（今吉めぐみ）、梅田悠、浦野一美（兼任AKB48）、大河內美紗、大堀惠（兼任AKB48）、加藤雅美、河內麻沙美、近藤沙耶香（近藤さや香）、佐藤由加理（兼任AKB48）、芹那、陳屈、仲里安也美、西國原禮子、野呂佳代（兼任AKB48）、畠山智妃、三井裕美（三ツ井裕美）、甲斐田樹里、NaChu（なちゅ）
- 奧真奈美、倉持明日香、多田愛佳、小原春香、佐藤堇、今井悠理枝、休演。

## 曲目
- 所有時間為日本時間。

### AKB48分身之術巡演[21]

#### 大阪
- 舉行日期：8月11日
- 舉行時間：入場時間13:00、出演時間14:00；入場時間17:00、出演時間18:00[22][23]
- 表演前播報：河西智美（早場）、大島優子（夜場）

1. 化作滾石吧（転がる石になれ） - AKB48
2. 最終鐘聲鳴響（最終ベルが鳴る） - AKB48
3. 引體後空翻（逆上がり） - AKB48
4. 令人在意的轉校生（気になる転校生） - AKB48
5. MC1 - AKB48
6. Blue rose - 大堀、秋元、增田、宮澤
7. 曲終人盡（エンドロール） - 松原、大島、梅田、野呂
8. 任性的流星（わがままな流れ星） - 小林、小野
9. 如能被你緊擁（抱きしめられたら） - 倉持、河西、佐藤夏
10. 蟲之敘事詩（虫のバラード） - 秋元
11. 雨中動物園（雨の動物園） - 小野、小林、松原、梅田、野呂、奧、近野、菊地
12. 你是天馬（君はペガサス） - 佐藤夏、大島、宮澤、倉持
13. MC2 - 佐藤夏、大島、宮澤、倉持
14. 手牽手（手をつなぎながら） - SKE48
15. SKE48 - SKE48
16. MC3 - SKE48
17. 堅強之勇者（強き者よ） - SKE48
18. 腦內天堂（脳内パラダイス） - AKB48
19. 暹羅貓（シャムネコ） - AKB48
20. 否定的安魂曲（否定のレクイエム） - AKB48
21. 梅樂斯之路（メロスの道） - AKB48
22. MC4 - AKB48
23. 掌 - AKB48

安可曲
1. 與花迸散！（花と散れ！） - AKB48
2. MC5 - AKB48
3. 驚喜之淚！（涙サプライズ！） - AKB48
4. 大聲鑽石（大声ダイヤモンド） - AKB48
5. MC6 - AKB48
6. Maybe是藉口（言い訳Maybe） - AKB48

- 表演後播報：河西智美（早場）、大島優子（夜場）

#### 名古屋
- 舉行日期：8月12日
- 舉行時間：入場時間13:30、出演時間14:30；入場時間17:30、出演時間18:30[22]
- 表演前播報：柏木由紀（早場）、渡邊麻友（夜場）

1. overture
2. 初日 - AKB48
3. 就要做女高中生（女子高生はやめられない） - AKB48
4. 大家一起來（みなさんもご一緒に） - AKB48
5. 呀喝B！（ワッショイB!） - AKB48
6. MC1 - AKB48
7. 口對口的巧克力（口移しのチョコレート） - 多田、柏木、平嶋
8. 心愛的娜塔莎（愛しきナターシャ） - 田名部、指原、片山
9. 天使的尾巴（天使のしっぽ） - 中塚、多田、仲谷
10. 單戀對角線（片思いの対角線） - 小森、仁藤、米澤（伴舞：柏木、小原、內田、片山、田名部、指原）
11. 睡衣兜風（パジャマドライブ） - 平嶋、渡邊、仲川
12. 純情主義 - 仁藤、片山、仲谷
13. 鏡中的聖女貞德（鏡の中のジャンヌ．ダルク） - 米澤、小原、指原、田名部、浦野
14. MC2 - 米澤、小原、指原、田名部、浦野
15. 手牽手 - SKE48
16. SKE48 - SKE48
17. MC3 - SKE48
18. 堅強之勇者 - SKE48
19. Two years later - AKB48
20. 橫須賀彎道（横須賀カーブ） - AKB48
21. 拳之正義（拳の正義） - AKB48
22. 水手夢見了風暴（水夫は嵐に夢を見る） - AKB48
23. MC4 - AKB48
24. 謝謝你（アリガトウ） - AKB48

安可曲
1. B Stars - AKB48
2. MC5 - AKB48
3. 驚喜之淚！ - AKB48
4. 大聲鑽石 - AKB48
5. MC6 - AKB48
6. Maybe是藉口 - AKB48

- 表演後播報：柏木由紀（早場）、渡邊麻友（夜場）

#### 福岡
- 舉行日期：8月15日
- 舉行時間：入場時間17:00、出演時間18:00[22]
- 表演前播報：前田敦子

1. overture
2. AKB參上! - AKB48
3. Dear my teacher - AKB48
4. 每當遇到你 戀愛便開始（君に会うたび 恋をする） - AKB48
5. MC1 - AKB48
6. 7點12分的初戀（7時12分の初恋） - 前田、中田、藤江、宮崎、佐藤堇
7. Bye Bye Bye - 佐藤由、小嶋、高橋
8. 傲嬌女生 - 佐藤亞、板野、北原
9. 黑色天使（黒い天使） - 藤江、前田、高城
10. Confession - 篠田、佐藤亞、中田、板野
11. 戀愛禁止條例（恋愛禁止条例） - 宮崎、高橋、野中
12. 心型病毒（ハート型ウイルス） - 高城、小嶋、北原
13. 歸鄉 - 篠田、中田、佐藤由
14. 裙襬飄飄（スカート、ひらり） - 小嶋、高橋、佐藤亞、前田、板野、宮崎、北原
15. 想見你（会いたかった） - AKB48
16. 10年櫻（10年桜） - AKB48
17. MC2 - AKB48
18. 女高中生睡美人（JK眠り姫） - AKB48
19. 浪漫、不需要（ロマンス、イラネ） - AKB48
20. 機尾雲（ひこうき雲） - AKB48
21. BINGO! - AKB48
22. MC3 - AKB48
23. 為了誰 -What can I do for someone?-（誰かのために） - AKB48

安可曲
1. LOVE CHASE - AKB48
2. MC4 - AKB48
3. 驚喜之淚！ - AKB48
4. 大聲鑽石 - AKB48
5. MC5 - AKB48
6. Maybe是藉口 - AKB48

- 表演後播報：前田敦子

### AKB104選拔成員組閣祭[24]

#### 第1公演
- 舉行日期：8月22日
- 舉行時間：入場時間16:00、出演時間17:00[22][25]
- 表演前播報：野呂佳代

1. overture
2. 沙灘的櫻桃（渚のCHERRY） - 篠田（中心）、大堀、野呂、秋元
3. Blue rose - 小野、松井珠、高橋、渡邊
4. 雨中動物園 - 前田敦、板野、小嶋、峯岸、佐藤由、河西、宮崎、柏木
5. MC1 - 前田敦、板野、小嶋、峯岸、佐藤由、河西、宮崎、柏木
6. 蟲之敘事詩 - 高橋
7. 心型病毒 - 佐藤夏、宮澤、大島優
8. 你是天馬 - 松井玲、森、矢神、高井
9. 帶我去溫布頓（ウィンブルドンへ連れて行って） - 藤江、宮崎、小野
10. 隔壁的香蕉（となりのバナナ） - 指原、仁藤
11. 心愛的娜塔莎 - 近野、秋元、佐藤夏
12. 曲終人盡 - 峯岸、板野、松井珠、桑原
13. 傲嬌女生 - 浦野、渡邊、中塚
14. 遺憾少女（残念少女） - 北原、前田敦、高城
15. 黑色天使 - 片山、柏木、仲谷
16. 口對口的巧克力 - 大堀、河西、野呂
17. 任性的流星 - 小嶋、篠田
18. 雄蕊雌蕊夜之蝶（おしべとめしべと夜の蝶々） - 大島麻、藤江
19. 無法飛翔的鳳蝶（飛べないアゲハチョウ） - Under Girl（米澤、高城、大堀、平嶋、指原、片山、松井玲、松原）、柏木
20. MC2 - 大島麻、NaChu、高城
21. Black boy - SDN48
22. MC3 - Team S
23. 堅強之勇者 - Team S
24. 情歌般的下課鈴（チャイムはLOVE SONG） - Team S
25. 初日 - Team B、北原、內田、小森、鈴木紫
26. Two years later - Team B、北原、內田、小森、鈴木紫
27. 令人在意的轉校生 - Team K、大家、菊地、岩佐、鈴木瑪
28. 最終鐘聲鳴響 - Team K、大家、菊地、岩佐、鈴木瑪
29. 女高中生睡美人 - Team A、鈴木紫、野中、松井咲
30. 青春的閃電（青春の稲妻） - Team A、鈴木紫、野中、松井咲
31. MC4 - 高橋、前田敦、小嶋、板野、峯岸
32. 浪漫、不需要 - Team A、K、B
33. BINGO! - Team A、K、B
34. 大聲鑽石 - Team A、K、B、S
35. 10年櫻 - Team A、K、B、S
36. 驚喜之淚！ - Team A、K、B、S

安可曲
1. Maybe是藉口 - 選拔組（前田敦、大島優、篠田、渡邊、高橋、小嶋、板野、柏木、河西、小野、秋元、北原、宮澤、佐藤由、峯岸、浦野、宮崎、松井珠）、仁藤、片山
2. 想見你 - Team A、K、B、研究生、S
3. MC5 - Team A、K、B、研究生、S
4. 機尾雲 - Team A、K、B、研究生、S

- 表演後播報：峯岸南

#### 第2公演
- 舉行日期：8月23日
- 舉行時間：入場時間11:00、出演時間12:00[22][26]
- 表演前播報：大島優子

1. overture
2. AKB參上! - Team A、K、B
3. 10年櫻 - Team A、K、B、S
4. 大聲鑽石 - Team A、K、B、S
5. MC1 - Team A、K、B
6. 無法飛翔的鳳蝶 - Under Girl（米澤、高城、大堀、平嶋、指原、片山、松井玲、松原）、柏木
7. 帶我去溫布頓 - 矢神、高井、森
8. FIRST LOVE - 小野
9. 納豆天使（ナットウエンジェル） - 河西、宮崎、板野
10. 沙灘的櫻桃 - 前田敦（中心）、鈴木紫、岩佐、前田亞
11. Blue rose - 大堀、秋元、柏木、宮澤
12. 睡衣兜風 - 平嶋、渡邊、仲川
13. 曲終人盡 - 松原、大島優、梅田、野呂
14. Bye Bye Bye - 峯岸、小嶋、高橋
15. 盛夏的聖誕玫瑰（真夏のクリスマスローズ） - 篠田、佐藤由、中田、野中（伴舞：松井咲、前田亞、菊地、大家、小森、鈴木瑪）
16. 傲嬌女生（ツンデレ！） - 佐藤亞、板野、北原
17. MARIA - 梅田、高橋、河西
18. MC2 - 柏木、佐伯
19. 無望之淚（てもでもの涙） - 柏木、佐伯
20. MC3 - Team K、B
21. 支柱 - Team K、成瀨
22. MC4 - Team K
23. 梅樂斯之路 - Team K、大家、松井咲、菊地、岩佐
24. Only today - Team A、野中、鈴木紫、鈴木瑪
25. RUN RUN RUN - Team A、野中、鈴木紫、鈴木瑪
26. MC5 - 渡邊、柏木、浦野
27. 初日 - Team B、近野、內田、小森、岩佐
28. 水手夢見了風暴 - Team B、近野、內田、小森、岩佐
29. MC6 - Team S
30. 堅強之勇者 - Team S
31. MC7 - Team S
32. 手牽手 - Team S
33. 浪漫、不需要 - Team A、K、B
34. 我的太陽（僕の太陽） - Team A、K、B
35. Baby! Baby! Baby! - Team A、K、B
36. BINGO! - Team A、K、B
37. MC8 - Team A、K、B
38. 驚喜之淚！ - Team A、K、B、S

安可曲
1. Maybe是藉口 - 選拔組（前田敦、大島優、篠田、渡邊、高橋、小嶋、板野、柏木、河西、小野、秋元、北原、宮澤、佐藤由、峯岸、浦野、宮崎、松井珠）、仁藤、片山
2. 想見你 - Team A、K、B、研究生、S
3. 機尾雲 - 全員
4. 在櫻花色的天空之下（桜色の空の下で） - 全員

- 表演後播報：篠田麻里子

※佐伯美香、成瀨理沙、高井月奈在本次公演舉行畢業式。

#### 第3公演
- 舉行日期：8月23日
- 舉行時間：入場時間16:00、出演時間17:00[22]
- 表演前播報：前田敦子、近藤沙耶香（英語）、陳屈（普通話）、梅田彩佳（福岡語）

1. overture
2. 櫻花的花瓣們（桜の花びらたち） - Team A、K、B
3. 10年櫻 - Team A、K、B、S
4. 驚喜之淚！ - Team A、K、B、S
5. MC1 - Team A、K、B
6. overture (SKE48 ver.)
7. 堅強之勇者 - Team S
8. 情歌般的下課鈴 - Team S
9. 初日 - Team B、北原、內田、小森、鈴木紫
10. 呀喝B！ - Team B、北原、內田、小森、鈴木紫
11. 與花迸散！ - Team K、大家、菊地、岩佐、鈴木瑪
12. 化作滾石吧 - Team K、大家、菊地、岩佐、鈴木瑪
13. LOVE CHASE - Team A、內田、野中、松井咲
14. Dear my teacher - Team A、內田、野中、松井咲
15. MC2 - 篠田、峯岸、前田、板野、高橋、小嶋
16. Glory days - 桑原、矢神、中西
17. 對不起 我的寶石（ごめんね ジュエル） - 梅田、宮澤、大島優、秋元
18. 純愛的漸強音（純愛のクレシェンド） - 峯岸、高橋、小嶋
19. 黑色天使 - 藤江、前田敦、高城
20. 鏡中的聖女貞德 - 田名部、米澤、指原、浦野、仲谷
21. Confession - 篠田、佐藤亞、秋元、板野
22. 任性的流星 - 小林、小野
23. 無法飛翔的鳳蝶 - Under Girl（米澤、高城、大堀、平嶋、指原、片山、松井玲、松原）、柏木
24. MC3 - 米澤、高城、大堀、平嶋、指原、片山、松井玲、松原
25. 裙襬飄飄 - 小嶋、高橋、渡邊、前田敦、板野、大島優、篠田
26. 制服真礙事（制服が邪魔をする） - 柏木、高城、小嶋、篠田、高橋、前田敦、板野、峯岸
27. 曾不屑一顧的愛情（軽蔑していた愛情） - 柏木、高城、小嶋、篠田、高橋、前田敦、板野、峯岸、佐藤夏、松原、秋元、宮澤、小野、小林、大島優、河西
28. BINGO! - 出口、中西、大家、中田、藤江、佐藤亞、指原、北原、宮崎、仁藤、內田、中塚、近野、野中、菊地、岩佐
29. 妳正在看着夕陽嗎？（夕陽を見ているか？） - 板野、大島優、渡邊、河西、小野、峯岸、高橋、前田敦、宮澤
30. 浪漫、不需要 - Team A、K、B、研究生
31. 我的太陽 - Team A、K、B、研究生
32. Baby! Baby! Baby! - Team A、K、B
33. MC4 - 全員
34. 大聲鑽石 - 全員

安可曲
1. Maybe是藉口 - 選拔組（前田敦、大島優、篠田、渡邊、高橋、小嶋、板野、柏木、河西、小野、秋元、北原、宮澤、佐藤由、峯岸、浦野、宮崎、松井珠）、仁藤、片山
2. 想見你 - 全員
3. MC5 - 全員
4. 機尾雲 - 全員
5. MC6 - 全員

- 表演後播報：前田敦子、近藤沙耶香（英語）、陳屈（普通話）、梅田彩佳（福岡語）

※劇場經理戶賀崎智信宣佈AKB將會組成新內閣。

## 公佈
- 宣佈成立AKB歌劇團，其後於2009年10月30日至11月8日於G-ROSSO劇場舉行AKB歌劇團「∞．Infinity」[27][28][29][30]。
- 劇場經理戶賀崎智信於最後一場公佈AKB將會組成新內閣，將各Team的成員及研究生重新分配至新Team A、K及B[24][31][32]。

### 新內閣

#### 高橋Team A
- 舊Team A
  - 高橋南（隊長）、小嶋陽菜、篠田麻里子、高城亞樹、中田千智、前田敦子
- 舊Team K
  - 倉持明日香、松原夏海
- 舊Team B
  - 多田愛佳、片山陽加、指原莉乃、仲川遙香、仲谷明香
- 研究生（升格）
  - 岩佐美咲、大家志津香、鈴木瑪利亞、前田亞美[31]

#### 秋元Team K
- 舊Team A
  - 板野友美、藤江麗奈、峯岸南
- 舊Team K
  - 秋元才加（隊長）、梅田彩佳、大島優子、小野惠令奈、宮澤佐江
- 舊Team B
  - 小原春香、田名部生來、中塚智實、仁藤萌乃、米澤瑠美
- 研究生（升格）
  - 內田真由美、菊地彩香、野中美鄉、松井咲子[31]

#### 柏木Team B
- 舊Team A
  - 北原里英、佐藤亞美菜、宮崎美穗
- 舊Team K
  - 奧真奈美、河西智美、小林香菜、佐藤夏希、近野莉菜、增田有華
- 舊Team B
  - 柏木由紀（隊長）、平嶋夏海、渡邊麻友
- 研究生（升格）
  - 石田晴香、小森美果、佐藤堇、鈴木紫帆里[31]

#### 其他
- 浦野一美、大堀惠、佐藤由加理、野呂佳代取消兼任AKB48，完全移籍至SDN48。同時野呂佳代擔任SDN48隊長[31]。

## DVD
演唱會的DVD於2009年11月1日由AKS發行。DVD分為三個版本，分別收錄AKB48分身之術巡演的3場公演及幕後花絮、AKB104選拔成員組閣祭的3場公演及幕後花絮、及只收錄AKB104選拔成員組閣祭的第3公演及幕後花絮。而同時亦發售Premium Box版本，內容包括AKB48分身之術巡演及AKB104選拔成員組閣祭的DVD、相簿、160頁寫真集及隨機5張生寫真。幕後花絮由前田敦子、高橋南及大島優子負責旁白。
根據Oricon公信榜，AKB104選拔成員組閣祭DVD的最高排名為183位。